# Flughafen Saarbrücken-St. Arnual

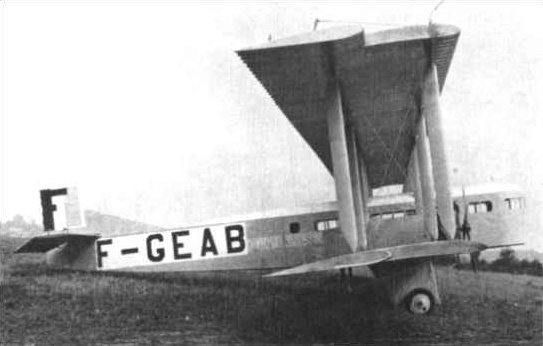
Farman F 60 „Goliath“

Der Flughafen Saarbrücken-St. Arnual auf den St. Arnualer Wiesen der saarländischen Landeshauptstadt Saarbrücken war der Vorläufer des heutigen Flughafens Saarbrücken-Ensheim.

## Geschichte

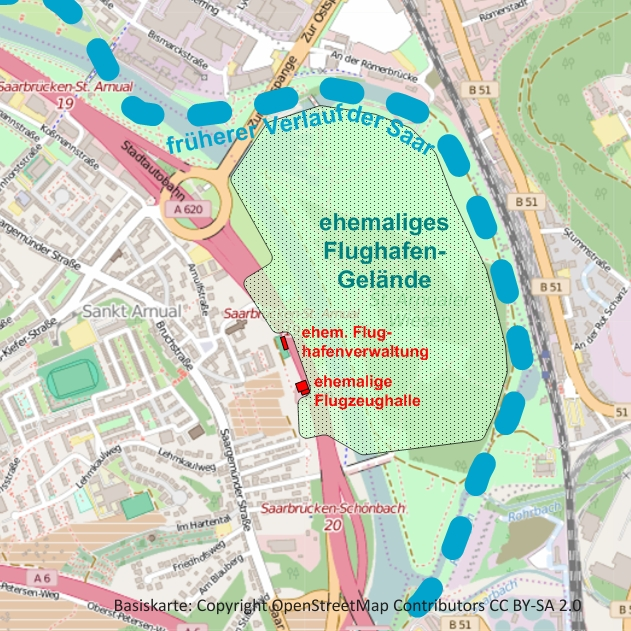
Lage des früheren Flughafens Saarbrücken-St. Arnual

Mit den „Saarbrücker Flugtagen“ am 14. und 15. Oktober 1911 wurden die St. Arnualer Saarwiesen zum ersten Mal als Start- und Landeplatz für Flugzeuge genutzt. Am 14. Oktober landete dort auch der Zeppelin „Schwaben“, der am selben Tag zu seinem Startpunkt nach Baden-Baden zurückflog. 1914 ließ die Stadt Saarbrücken mit Unterstützung des Militärs auf den Saarwiesen zwischen der Ortslage von St. Arnual und der Saar, die damals noch weit nach Osten ausbog, einen Flughafen anlegen. Er diente während des Ersten Weltkriegs als Militärflugplatz.
Im Jahre 1924 kamen die bestehenden Planungen für einen Verkehrsflugplatz voran, weil sich Frankreich nach langen Verhandlungen zur Anerkennung als Zollflughafen bereiterklärt hatte, was Voraussetzung für den Anschluss an das internationale Luftverkehrsnetz war. Zwischen 1924 und 1928 erfolgte schließlich der Ausbau zum Verkehrsflugplatz. Ab 17. September 1928 wurde zeitweise ein Probeluftverkehr auf der Strecke Paris–Saarbrücken–Frankfurt betrieben. Offizielle Eröffnung des Flughafens und Aufnahme des regulären Flugverkehrs erfolgten erst 1929. Bis 1934 betrieben Deutsche Lufthansa und SGTA (Lignes Farman) bzw. Air France während des Sommerhalbjahrs im Poolsystem eine Linie Paris–Saarbrücken–Frankfurt–Berlin. Noch 1929 kam eine von der Luft Hansa allein betriebene Verbindung Saarbrücken–Karlsruhe (später Mannheim)–Stuttgart–München, 1930 eine nach Köln hinzu, die dann aber 1932 mangels ausreichender Subventionen vorübergehend entfiel.
Am 13. Juni 1931 stürzte ein Flugzeug der Linie Saarbrücken–Köln mit dem Luftfahrzeugkennzeichen D-1455 über der Artilleriekaserne St. Arnual ab, nachdem es unmittelbar nach dem Start in Saarbrücken in Brand geraten war und der Pilot umkehren wollte. Alle vier Insassen kamen dabei ums Leben.
Im Rahmen seiner Deutschlandfahrt unternahm das Luftschiff LZ 127 Graf Zeppelin am 25. Juni 1933 eine Saarlandfahrt, bei der es in 4 ½ Stunden von Friedrichshafen nach Saarbrücken flog. Um den Anschein einer „nationalen Kundgebung“ im Sinne der NS-Propaganda zu vermeiden, erließ die Regierungskommission des Saargebietes eine Reihe von Beschränkungen, die auch das Musikprogramm betrafen. Ungeachtet dessen stimmten die mehr als zehntausend Besucher das Deutschlandlied an.
Ab 1933 flog die Lufthansa Saarbrücken auch im Winter an. Das Verkehrsaufkommen war dürftig; es ist offensichtlich, dass Saarbrücken nur aus politischen Gründen in das Linienflugnetz einbezogen wurde.
Mit der Rückgliederung des Saargebiets 1935 entfielen die Verbindung mit Paris und die französische Beteiligung am Linienverkehr mit Saarbrücken. Die Lufthansa unterhielt in der Folge auf wechselnden Strecken Fluglinien ins Innere Deutschlands, ohne dass sich ein befriedigendes Verkehrsaufkommen eingestellt hätte. 1938/39 entfiel der Winterverkehr. Das Standardflugzeug der Lufthansa, die Ju 52, war für das geringe Verkehrsaufkommen überdimensioniert, so dass Saarbrücken überwiegend mit kleinen – und damit ab 1934 häufig moderneren – Flugzeugen angeflogen wurde.
Der Flughafen war von vornherein als Provisorium gedacht, da die Saarwiesen der Trinkwassergewinnung dienten, zu wenig Platz boten, stark überschwemmungsgefährdet und schlecht anzufliegen waren. Erst 1936 begann der Bau eines neuen Verkehrsflughafens in Ensheim, der bei Kriegsausbruch fast fertiggestellt war. Auf dem alten Flughafen absolvierte die Lufthansa am 25. August 1939 den letzten Linienflug. In der Folge nutzte ihn wieder das Militär, nach Kriegsende diente er vor allem der Sportfliegerei und dem Bedarfsluftverkehr, vorübergehend auch dem Linienverkehr. Der neue Flughafen im Stadtteil Ensheim wurde erst 1955 in Betrieb genommen, womit der alte überflüssig war.
Von den alten Flughafenanlagen ist heute – außer der als Parkplatz genutzten damaligen Zufahrtsstraße mit einer verbliebenen Reihe der sie säumenden Platanenallee, die zum damaligen Empfangsgebäude führte – nichts mehr zu sehen. Über das ehemalige eigentliche Flughafengelände verlaufen die Bundesautobahn 620 und das 1959 neu verlegte Saarbett, der Rest der St. Arnualer Wiesen oder Daarler Wiesen ist ein Naturschutzgebiet.